# Wittighausen
Wittighausen es un municipio del Distrito de Meno-Tauber, en el estado federado de Baden-Wurtemberg, Alemania.

## Distritos del municipio
El municipio consta de los siguientes distritos: Oberwittighausen, Poppenhausen, Unterwittighausen y Vilchband.

## Monumentos y sitios de interés

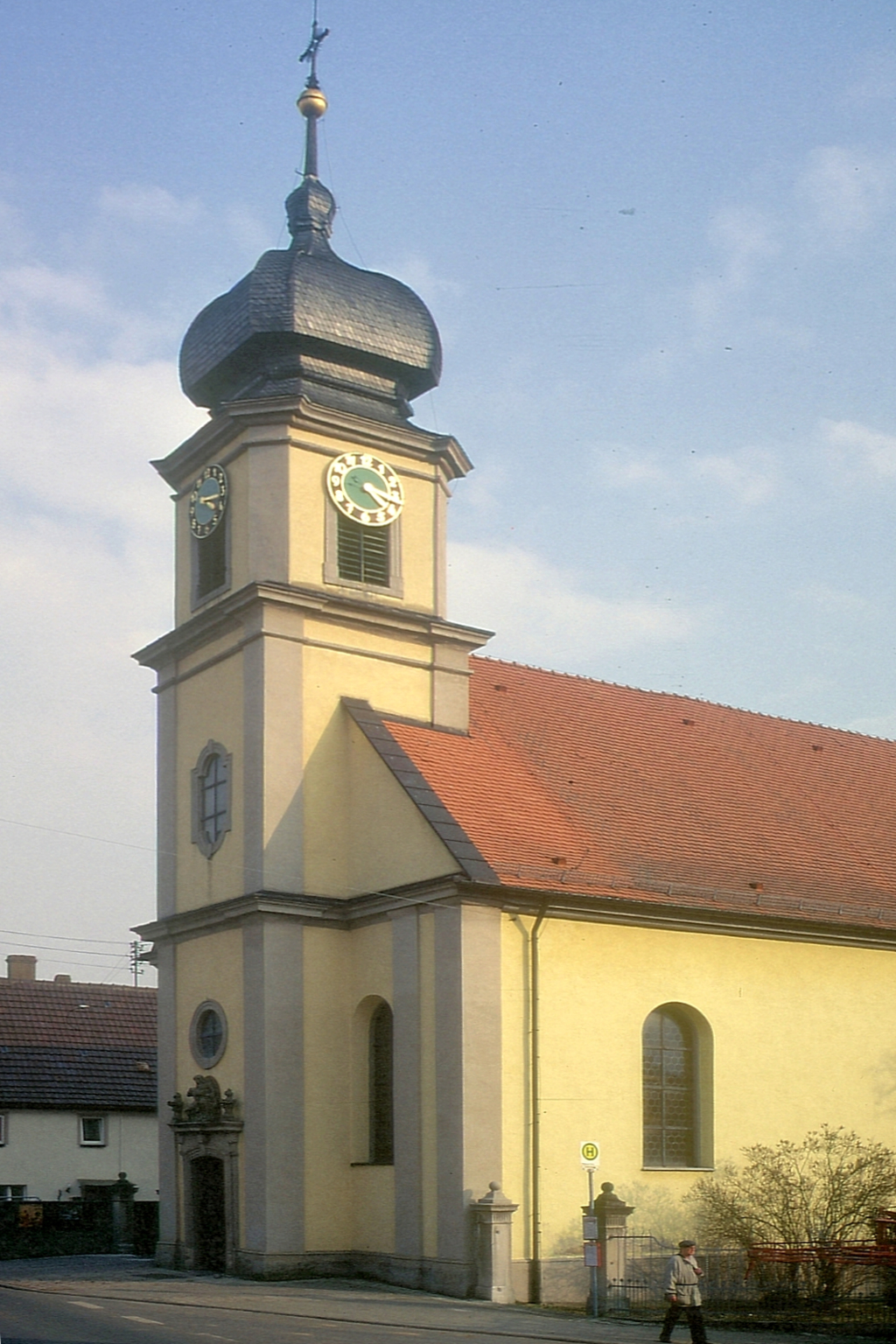
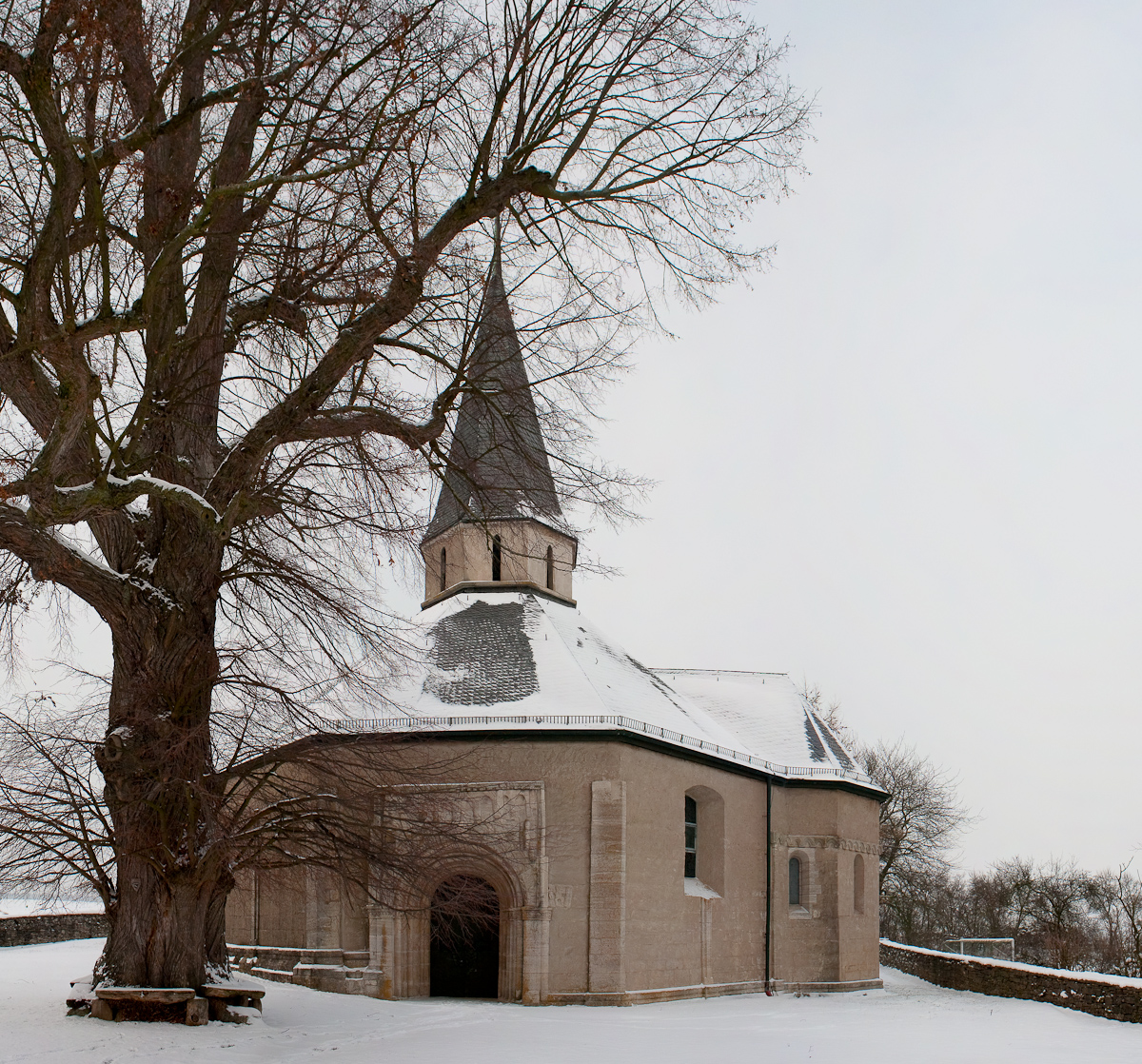